# (3062) Wren
(3062) Wren es un asteroide perteneciente al cinturón de asteroides, descubierto el 14 de diciembre de 1982 por Edward Bowell desde la Estación Anderson Mesa (condado de Coconino, cerca de Flagstaff, Arizona, Estados Unidos).

## Designación y nombre
Designado provisionalmente como 1982 XC. Fue nombrado Wren en honor al científico y arquitecto británico Christopher Wren.